# Fritz Erler

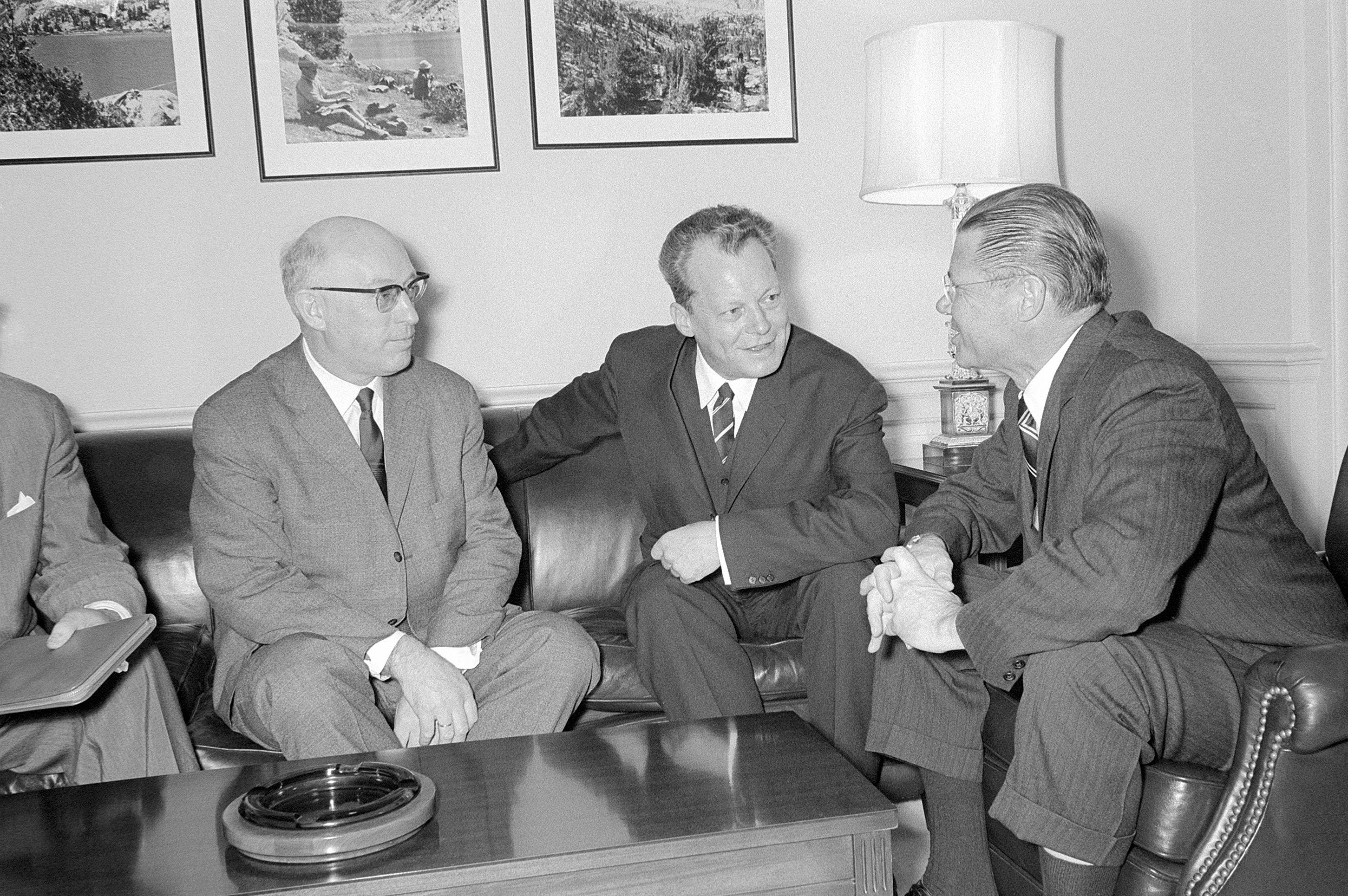
US-Verteidigungsminister Robert McNamara (rechts) im Gespräch mit dem SPD-Fraktionsvorsitzenden Fritz Erler (links) und Westberlins Regierendem Bürgermeister Willy Brandt (SPD) am 13. April 1965 in Arlington, Virginia, USA

Fritz Erler (* 14. Juli 1913 in Berlin; † 22. Februar 1967 in Pforzheim) war ein deutscher SPD-Politiker. Er galt als Experte für Verteidigungsfragen und zeitweilig als möglicher Kanzlerkandidat der Partei.

## Ausbildung und Beruf, Familie

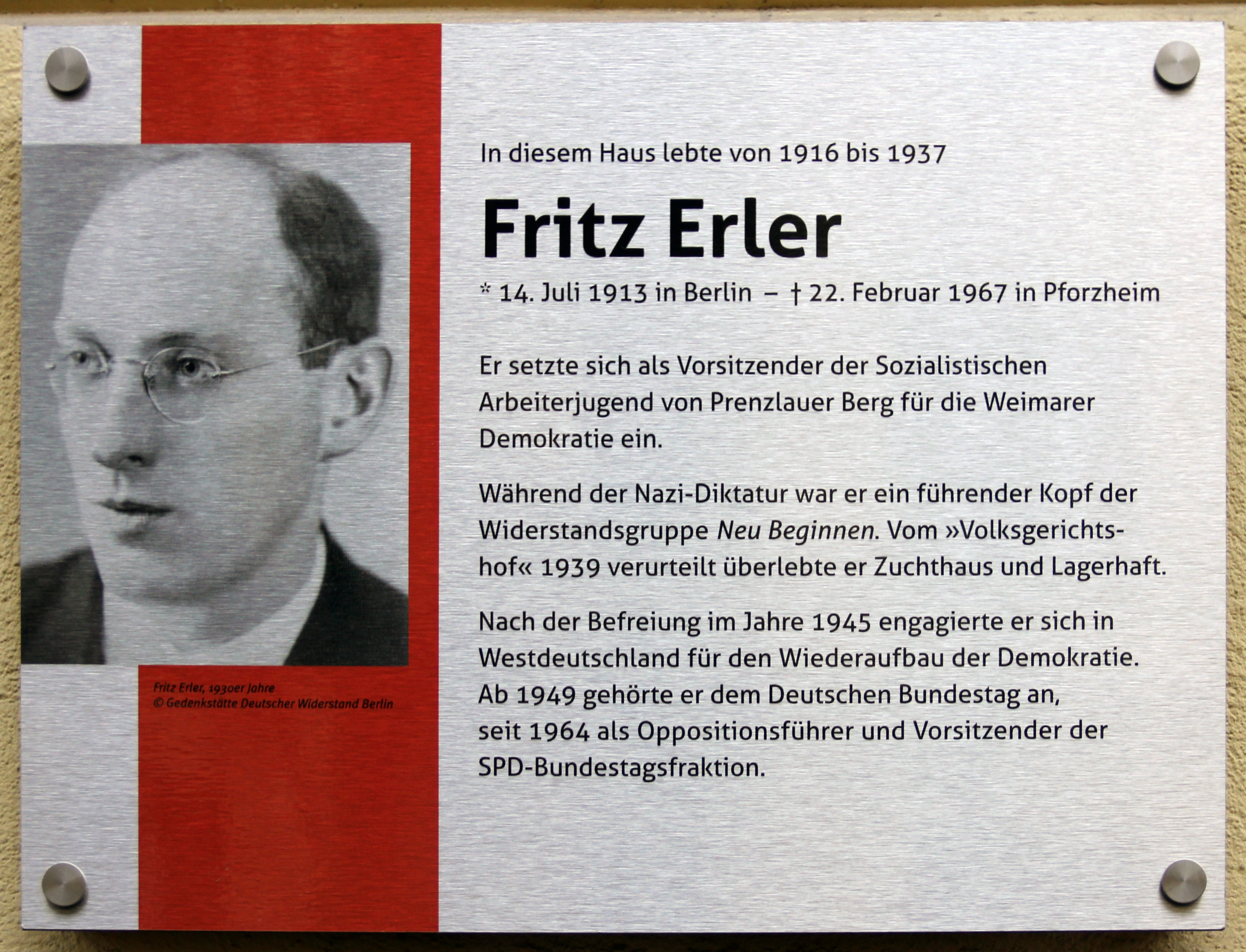
Gedenktafel am Haus, Chodowieckistraße 17, in Berlin-Prenzlauer Berg

Fritz Erler besuchte die Oberrealschule bis zum Abitur. Danach arbeitete er als Verwaltungsbeamter bei der Berliner Stadtverwaltung. Nebenberuflich war er Mitarbeiter der Juristischen Wochenschrift im Bereich des Steuerrechts.
In den Jahren von 1939 bis 1945 verbüßte er als politischer Häftling eine Zuchthausstrafe, verbunden mit Zwangsarbeit im Emslandlager Aschendorfermoor.
In der nachfolgenden beruflichen Übergangszeit war er ab 1945 Landrat in Biberach und Tuttlingen, bevor er 1949 in den ersten Bundestag gewählt und anschließend Berufspolitiker wurde.
Fritz Erler heiratete 1938 Käthe Erler (geb. Wiegand; * 22. Oktober 1912 Berlin, † 3. Oktober 2006 Pforzheim), die von 1965 bis 1987 Stadträtin in Pforzheim war, wo die Familie Erler seit 1953 an der Friedensstraße 8 ihren Wohnsitz hatte. Kinder von Fritz und Käthe Erler sind die Familienforscherin, Unternehmerin und baden-württembergische Staatsrätin Gisela Erler sowie die Söhne Hans Erler und Wolfgang Erler.

## Partei

### Bis 1945
Bereits als Jugendlicher wurde Erler 1928 Mitglied der Sozialistischen Arbeiterjugend, deren Bezirk Prenzlauer Berg er seit 1931 leitete, und wenig später auch der SPD. Er schloss sich der oppositionell zum SPD-Vorstand stehenden Gruppe „Neu Beginnen“ an. Im April 1933 in der Frühzeit des Nationalsozialismus nach politischen Differenzen aus der SPD und der SAJ ausgeschlossen, arbeitete er illegal bis zu seiner Verhaftung 1938 für diese Gruppe.
Nach Widerstandsarbeit wurde er 1938 aus dem Staatsdienst entlassen und 1939 zu zehn Jahren Zuchthaus, verbunden mit Zwangsarbeit, verurteilt. Diese Strafe verbüßte Erler zusammen mit Hans Glaser im Emslandlager Aschendorfermoor (ab Januar 1940), im Strafgefangenenlager Rodgau-Dieburg im Stammlager I in Dieburg (ab Dezember 1940) und im Zuchthaus Kassel-Wehlheiden (ab Frühjahr 1941). Er konnte bei einem der berüchtigten „Todesmärsche“ in Richtung KZ Dachau fliehen und sich die letzten Kriegswochen in Süddeutschland versteckt halten.
Erler gab gemäß seiner Entnazifizierungsakte an, man habe ihn angeblich zum Eintritt in die NSDAP zwingen wollen. Belegbar ist nur, dass er zum 1. Mai 1937 aufgenommen werden sollte (Mitgliedsnummer 5.920.116), aber im Mai 1939 die Ablehnung dieses Antrages wegen seiner Verhaftung erfolgte.

### Nach 1945
1945 beteiligte sich Erler am Wiederaufbau der SPD. Mitte der 1950er Jahre knüpfte Erler Kontakte zur GVP von Helene Wessel und Gustav Heinemann und legte damit den Grundstein für den späteren Übertritt des Großteils von deren Mitgliedern, als sich die christlich-pazifistische Partei 1957 auflöste. Erler betrieb, oft gemeinsam mit Carlo Schmid, Herbert Wehner und Willy Brandt, ab 1958 die außenpolitische Umorientierung der SPD (Anerkennung der Westintegration der Bundesrepublik) und einen innerparteilichen Machtwechsel zugunsten der Bundestagsfraktion.
1961 war er als SPD-Kanzlerkandidat im Gespräch, verzichtete aber zugunsten von Willy Brandt, der ihn in seine von Parteichef Erich Ollenhauer auf dem Parteitag am 25. November 1960 in Hannover vorgestellte Regierungsmannschaft aufnahm. Auch der auf dem Parteitag im November 1964 in Karlsruhe vorgestellten Regierungsmannschaft für den Bundestagswahlkampf 1965 gehörte Erler an. Er war jeweils als Bundesverteidigungsminister vorgesehen.

## Ämter

### Tätigkeit als Landrat
Von 1945 bis 1946 wirkte Erler als Landrat in Biberach. Von Juli 1947 bis Juni 1949 bekleidete er als Nachfolger von Erich Schariry das gleiche Amt in Tuttlingen. Seine Nominierung zum Tuttlinger Landrat 1947 war von einer Kampagne von CDU, DVP sowie ehemaligen Nationalsozialisten gegen seine Person begleitet. Nach Einschätzung von Jean Lucien Estrade, dem Kreisbeauftragten der Französischen Militärregierung, konnte, nachdem die Erfahrungen mit dem politisch zwielichtigen Landrat Eduard Quintenz und mit Schariry eher enttäuschend gewesen waren, Erler das Landratsamt „auf Vordermann bringen,“ so dass er auch politische Gegner „als ausgezeichneter Organisator, intelligent und sehr aktiv“ beeindruckte. Erler schied im Juni 1949 aus dem Amt aus, um den SPD-Wahlkampf für die Bundestagswahl 1949 in seinem Wahlkreis zu organisieren.

### Abgeordneter

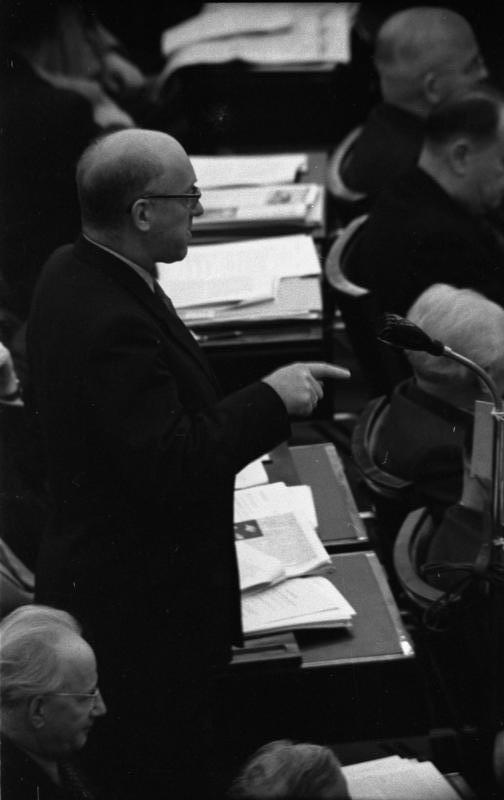
Zwischenfrage bei der 1. Lesung der Pariser Verträge (1954)

1946 wurde Erler Mitglied in der Beratenden Landesversammlung und 1947 Landtagsabgeordneter in Württemberg-Hohenzollern. 1949 zog er in den Deutschen Bundestag ein, dem er, als stets über die Landesliste seiner Partei gewählter Abgeordneter, bis zu seinem Tode 1967 angehörte. Bekannt wurde er dort in den Debatten durch seine scharfen Beiträge zur jüngsten deutschen Vergangenheit. Den angeblichen Mitläufern des Nationalsozialismus, die sich nun um politische Führungspositionen bemühten, empfahl er: „Wer mitläuft, kann nicht führen.“ Im Bundestag war er vor allem mit verteidigungspolitischen Fragen beschäftigt und leitete den entsprechenden Fraktionsarbeitskreis von 1953 bis zu seinem Amtsantritt als Fraktionsvorsitzender 1964.
Von 1949 bis 1953 war er stellvertretender Vorsitzender des Bundestagsausschusses zur Mitberatung des EVG-Vertrages und der damit zusammenhängenden Abmachungen, von 1950 bis 1952 stellvertretender Vorsitzender des Parlamentarischen Untersuchungsausschusses zur Überprüfung der im Raum Bonn vergebenen Aufträge. Von 1953 bis 1957 war Erler stellvertretender Vorsitzender des Verteidigungsausschusses des Bundestages. In den 1950er Jahren war er einer der Experten der SPD für Verteidigungs- und Außenpolitik und wurde durch seine rhetorische Begabung einer der wichtigsten Redner der Opposition in den Debatten um Adenauers Außen-, Verteidigungs- und Deutschlandpolitik, oft als Gegenpart von Kurt Georg Kiesinger und Franz Josef Strauß. So brillant seine Argumentation auch war, konnte er dennoch Adenauers Politik der Westbindung nicht verhindern. Diese wurde zudem in zwei Bundestagswahlen, 1953 und 1957, von der Bevölkerung klar bestätigt.
Seit 1950 war er Delegierter des Europarates und ab 1955 gehörte er auch der Parlamentarischen Versammlung der Westeuropäischen Union (WEU) an und war dort 1956 Vorsitzender des Verteidigungsausschusses.
Seit 1957 war Erler stellvertretender Fraktionsvorsitzender. Nach dem Tod Erich Ollenhauers am 14. Dezember 1963 wurde er am 3. März 1964 zum Vorsitzenden der SPD-Bundestagsfraktion und somit zum Oppositionsführer gegen Bundeskanzler Ludwig Erhard gewählt.
1965 erkrankte Erler an Krebs, sodass er ab dem Spätjahr 1966 seine Geschäfte nicht mehr wahrnehmen konnte. Geschäftsführender Fraktionsvorsitzender wurde Helmut Schmidt. Als die Große Koalition aus CDU/CSU und SPD am 1. Dezember 1966 installiert wurde, war Erler bereits zu krank, um noch ein Ministeramt übernehmen zu können. Sein Tod am 22. Februar 1967 war für die SPD ein schwerer Verlust, denn der mit 53 Jahren Verstorbene war eine große Zukunftshoffnung gewesen. So hatte er nach der Erklärung Willy Brandts am Tag nach der Bundestagswahl 1965, er werde 1969 nicht mehr als Kanzlerkandidat zur Verfügung stehen, als potentieller Kandidat der SPD gegolten.
Zwei Tage nach seinem Tode ehrte das Parlament Fritz Erler mit einer Trauerfeier im Plenarsaal. Am 28. Februar 1967 wurde er mit einem Staatsbegräbnis auf dem Hauptfriedhof in Pforzheim beigesetzt. Die Trauerfeier fand in der evangelischen Schlosskirche St. Michael in Pforzheim statt.

## Ehrungen

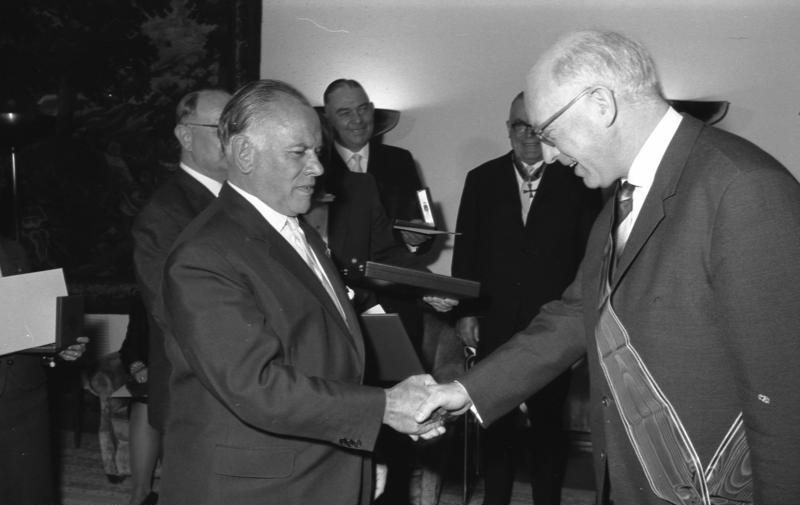
Eugen Gerstenmaier überreicht Erler das Große Bundesverdienstkreuz mit Stern und Schulterband

Nach Erler sind die Fritz-Erler-Kaserne in Rothwesten bei Kassel, in der während der Währungskonklave 1948 von alliierten und deutschen Finanzexperten die Währungsreform diskutiert und vorbereitet wurde, und Straßen in verschiedenen Städten, z. B. in Berlin, Bonn, Bremen, Frankfurt am Main, Karlsruhe, Leverkusen oder München benannt, außerdem in Ittersbach (Gemeinde Karlsbad) das als Parkanlage restaurierte alte Wasserreservoir („Fritz-Erler-Höhe“).
Ebenso trägt in der Stadt Kreuztal eine Ende der 1960er Jahre gebaute Hochhaussiedlung, deren Grundsteinlegung am 22. Februar 1968, seinem ersten Todestag, erfolgte, den Namen Fritz-Erler-Siedlung. In Tuttlingen trägt die Kaufmännische, Soziale und Hauswirtschaftliche Berufsschule seit 2008 den Namen Fritz Erlers, in Pforzheim eine Schule. Am 15. Mai 1971 wurde das neugebaute Jugendheim in Gelsenkirchen-Hassel nach Fritz Erler benannt (Fritz-Erler-Haus, Am Freistuhl 4).
Das Landesbüro der Friedrich-Ebert-Stiftung in Stuttgart trägt den Namen Fritz-Erler-Forum.
Am 23. Mai 1965 erhielt er das Große Bundesverdienstkreuz mit Stern und Schulterband.
Im November 2016 wurde auf Initiative der Bewohner am Geburtshaus von Fritz Erler in der Chodowieckistraße 17/17a in Berlin eine Gedenktafel angebracht.

## Nachlass
Der Hauptteil des Erler-Nachlasses befindet sich seit 1971 im Archiv der sozialen Demokratie (AdsD) der Friedrich-Ebert-Stiftung.

## Werke
- Demokratie und bewaffnete Macht. In: Gewerkschaftliche Monatshefte, Jg. 5, Heft 6, Juni 1954, ISSN 0016-9447, S. 355–361, online.
- Das ganze Deutschland soll es sein. In: Berliner Stimme, vom 4. Dezember 1954, ISSN 0405-5721.
- Gedanken zur Politik und inneren Ordnung der Sozialdemokratie. In: Die Neue Gesellschaft. Bd. 5, Heft 1, 1958, ISSN 0028-3177, S. 3–8, hier S. 7 ff.
- Demokratie, Autorität und Führung. In: Die Neue Gesellschaft Bd. 10, Heft 2, 1963, S. 85–89.
- Demokratie in Deutschland. Seewald, Stuttgart 1965.
- Parteien, Parlament und Regierung in der pluralistischen Gesellschaft. In: Klaus Dieter Arndt (Hrsg.): Mündige Gesellschaft. Die SPD zur Zukunft der Nation. Dietz, Hannover, 1967, S. 77–86.

## Filme
- Fritz Erler – Erneuerer der SPD, ZDF – Zur Person: TV-Interview mit Günter Gaus (62 min) vom 7. Januar 1965.